# Linzoáin
Linzoáin (in basco Lintzoain) è una frazione di 67 abitanti del comune di Erro nella parte di lingua basca della comunità autonoma della Navarra.
Il villaggio si trova sul Camino Francés, che porta a Santiago di Compostela.

## Monumenti
La chiesa di San Saturnino di Tolosa risale al XIII secolo ed ha alcuni elementi gotici.